# Taricanus zaragozai
Taricanus zaragozai là một loài bọ cánh cứng trong họ Cerambycidae.